# Grave (muziek)
Grave is een van oorsprong Italiaanse muziekterm die aangeeft in welk tempo een muziekstuk gespeeld moet worden.
Grave betekent "ernstig", "drukkend". Het geeft dus niet alleen een tempo aan, zoals lento, maar vooral de uitdrukking waarmee gespeeld moet worden. 
Een andere langzame tempo-aanduiding is largo, dat "breed" betekent.
Grave behoort tot de zeer langzame tempi. Het metronoomgetal komt neer op minder dan 40, dus minder dan 40 tellen per minuut.